# Wijken en buurten in Hoorn
De Nederlandse gemeente Hoorn is voor statistische doeleinden onderverdeeld in wijken en buurten. De gemeente is verdeeld in de volgende statistische wijken:
- Wijk 10 Binnenstad (CBS-wijkcode:040510)
- Wijk 11 Venenlaankwartier (CBS-wijkcode:040511)
- Wijk 12 Hoorn-Noord (CBS-wijkcode:040512)
- Wijk 13 Grote Waal (CBS-wijkcode:040513)
- Wijk 20 Risdam-Zuid (CBS-wijkcode:040520)
- Wijk 21 Risdam-Noord (CBS-wijkcode:040521)
- Wijk 22 Nieuwe Steen (CBS-wijkcode:040522)
- Wijk 30 Zwaag (CBS-wijkcode:040530)
- Wijk 31 Blokker (CBS-wijkcode:040531)
- Wijk 32 Kersenboogerd-Noord (CBS-wijkcode:040532)
- Wijk 33 Kersenboogerd-Zuid (CBS-wijkcode:040533)
- Wijk 34 Hoorn 80 (CBS-wijkcode:040534)
- Wijk 35 Bangert en Oosterpolder (CBS-wijkcode:040535)

Een statistische wijk kan bestaan uit meerdere buurten. Onderstaande tabel geeft de buurtindeling met kentallen volgens het Centraal Bureau voor de Statistiek (2008):
| CBS-buurtcode | Buurtnaam   | Inwonertal | Opp. totaal (ha) | Opp. land (ha) | Ligging                |
| ------------- | ----------- | ---------- | ---------------- | -------------- | ---------------------- |
| BU04051000    | Buurt 10 00 | 990        | 36               | 32             | Locatie in de gemeente |
| BU04051001    | Buurt 10 01 | 2230       | 40               | 30             | Locatie in de gemeente |
| BU04051002    | Buurt 10 02 | 1240       | 20               | 20             | Locatie in de gemeente |
| BU04051003    | Buurt 10 03 | 720        | 19               | 19             | Locatie in de gemeente |
| BU04051100    | Buurt 11 00 | 70         | 17               | 15             | Locatie in de gemeente |
| BU04051101    | Buurt 11 01 | 200        | 19               | 19             | Locatie in de gemeente |
| BU04051102    | Buurt 11 02 | 2040       | 40               | 39             | Locatie in de gemeente |
| BU04051103    | Buurt 11 03 | 230        | 10               | 10             | Locatie in de gemeente |
| BU04051200    | Buurt 12 00 | 1400       | 44               | 44             | Locatie in de gemeente |
| BU04051201    | Buurt 12 01 | 1550       | 27               | 27             | Locatie in de gemeente |
| BU04051202    | Buurt 12 02 | 1690       | 22               | 22             | Locatie in de gemeente |
| BU04051203    | Buurt 12 03 | 260        | 27               | 27             | Locatie in de gemeente |
| BU04051204    | Buurt 12 04 | 20         | 24               | 24             | Locatie in de gemeente |
| BU04051300    | Buurt 13 00 | 820        | 19               | 19             | Locatie in de gemeente |
| BU04051301    | Buurt 13 01 | 2150       | 25               | 25             | Locatie in de gemeente |
| BU04051302    | Buurt 13 02 | 0          | 21               | 21             | Locatie in de gemeente |
| BU04051303    | Buurt 13 03 | 590        | 8                | 8              | Locatie in de gemeente |
| BU04051304    | Buurt 13 04 | 470        | 11               | 11             | Locatie in de gemeente |
| BU04051305    | Buurt 13 05 | 1070       | 13               | 13             | Locatie in de gemeente |
| BU04051306    | Buurt 13 06 | 500        | 10               | 9              | Locatie in de gemeente |
| BU04051307    | Buurt 13 07 | 2530       | 40               | 38             | Locatie in de gemeente |
| BU04051308    | Buurt 13 08 | 40         | 38               | 30             | Locatie in de gemeente |
| BU04052000    | Buurt 20 00 | 680        | 21               | 20             | Locatie in de gemeente |
| BU04052001    | Buurt 20 01 | 90         | 17               | 17             | Locatie in de gemeente |
| BU04052002    | Buurt 20 02 | 120        | 27               | 27             | Locatie in de gemeente |
| BU04052003    | Buurt 20 03 | 460        | 13               | 13             | Locatie in de gemeente |
| BU04052004    | Buurt 20 04 | 1740       | 28               | 28             | Locatie in de gemeente |
| BU04052005    | Buurt 20 05 | 80         | 28               | 28             | Locatie in de gemeente |
| BU04052006    | Buurt 20 06 | 1990       | 36               | 36             | Locatie in de gemeente |
| BU04052007    | Buurt 20 07 | 2130       | 30               | 30             | Locatie in de gemeente |
| BU04052008    | Buurt 20 08 | 980        | 20               | 20             | Locatie in de gemeente |
| BU04052100    | Buurt 21 00 | 2340       | 39               | 38             | Locatie in de gemeente |
| BU04052101    | Buurt 21 01 | 880        | 26               | 26             | Locatie in de gemeente |
| BU04052102    | Buurt 21 02 | 120        | 18               | 18             | Locatie in de gemeente |
| BU04052103    | Buurt 21 03 | 1740       | 42               | 41             | Locatie in de gemeente |
| BU04052104    | Buurt 21 04 | 2070       | 27               | 27             | Locatie in de gemeente |
| BU04052105    | Buurt 21 05 | 640        | 34               | 34             | Locatie in de gemeente |
| BU04052200    | Buurt 22 00 | 1430       | 41               | 41             | Locatie in de gemeente |
| BU04052201    | Buurt 22 01 | 40         | 20               | 19             | Locatie in de gemeente |
| BU04053000    | Buurt 30 00 | 20         | 14               | 14             | Locatie in de gemeente |
| BU04053001    | Buurt 30 01 | 2040       | 59               | 59             | Locatie in de gemeente |
| BU04053002    | Buurt 30 02 | 1010       | 36               | 36             | Locatie in de gemeente |
| BU04053003    | Buurt 30 03 | 80         | 38               | 38             | Locatie in de gemeente |
| BU04053004    | Buurt 30 04 | 80         | 60               | 59             | Locatie in de gemeente |
| BU04053005    | Buurt 30 05 | 70         | 43               | 42             | Locatie in de gemeente |
| BU04053006    | Buurt 30 06 | 550        | 43               | 43             | Locatie in de gemeente |
| BU04053007    | Buurt 30 07 | 720        | 51               | 51             | Locatie in de gemeente |
| BU04053100    | Buurt 31 00 | 100        | 8                | 8              | Locatie in de gemeente |
| BU04053101    | Buurt 31 01 | 90         | 14               | 14             | Locatie in de gemeente |
| BU04053102    | Buurt 31 02 | 350        | 23               | 23             | Locatie in de gemeente |
| BU04053103    | Buurt 31 03 | 1030       | 36               | 36             | Locatie in de gemeente |
| BU04053104    | Buurt 31 04 | 1360       | 34               | 33             | Locatie in de gemeente |
| BU04053105    | Buurt 31 05 | 1110       | 64               | 64             | Locatie in de gemeente |
| BU04053200    | Buurt 32 00 | 800        | 15               | 14             | Locatie in de gemeente |
| BU04053201    | Buurt 32 01 | 1700       | 24               | 24             | Locatie in de gemeente |
| BU04053202    | Buurt 32 02 | 690        | 7                | 7              | Locatie in de gemeente |
| BU04053203    | Buurt 32 03 | 870        | 15               | 15             | Locatie in de gemeente |
| BU04053300    | Buurt 33 00 | 1700       | 30               | 30             | Locatie in de gemeente |
| BU04053301    | Buurt 33 01 | 1040       | 11               | 11             | Locatie in de gemeente |
| BU04053302    | Buurt 33 02 | 800        | 10               | 10             | Locatie in de gemeente |
| BU04053303    | Buurt 33 03 | 2060       | 34               | 32             | Locatie in de gemeente |
| BU04053304    | Buurt 33 04 | 1790       | 38               | 37             | Locatie in de gemeente |
| BU04053305    | Buurt 33 05 | 2300       | 34               | 33             | Locatie in de gemeente |
| BU04053306    | Buurt 33 06 | 4290       | 53               | 53             | Locatie in de gemeente |
| BU04053307    | Buurt 33 07 | 2430       | 37               | 36             | Locatie in de gemeente |
| BU04053308    | Buurt 33 08 | 1250       | 21               | 21             | Locatie in de gemeente |
| BU04053309    | Buurt 33 09 | 0          | 15               | 15             | Locatie in de gemeente |
| BU04053400    | Buurt 34 00 | 0          | 29               | 20             | Locatie in de gemeente |
| BU04053401    | Buurt 34 01 | 10         | 50               | 48             | Locatie in de gemeente |
| BU04053402    | Buurt 34 02 | 10         | 37               | 34             | Locatie in de gemeente |
| BU04053500    | Buurt 35 00 | 0          | 102              | 102            | Locatie in de gemeente |